# Bükk-álrezgőgomba
A bükk-álrezgőgomba (Ascotremella faginea) a Helotiaceae családba tartozó, Európában honos, bükkfák korhadó törzsén, ágain élő, nem ehető gombafaj. 

## Megjelenése
A bükk-álrezgőgomba termőteste 2-7 cm széles, alakja nagyjából ovális vagy szabálytalan, felszíne agyvelőszerűen tekervényes. Fiatalon világos vörösbarna színű, később vörösbarna, halvány kávébarna, idősen gesztenyebarna, sötétbarna. Az aljzathoz csak egy ponton kapcsolódik. Kiszáradva összezsugorodik és megkeményedik. A nagyobb, idősebb példányok állati ürülékre hasonlíthatnak.
A termőréteg a termőtest felszínén található.
Húsa zselés, kocsonyás állagú, de viszonylag kemény; színe barnás. Szaga és íze nem jellegzetes. .
Spórapora színtelen, fehéres. Spórája megnyúlt elliptikus, felületén finom hosszanti lécekkel és belsejében 2 olajcseppel, mérete 8,5-10 x 4-4,5 µm. A tömlő (aszkusz) nyolcspórás, a parafízisek fonalszerűek. 

### Hasonló fajok
A sárgás mirigygomba hasonlíthat hozzá. 

## Elterjedése és termőhelye
Európában honos. Magyarországon ritka. 
Lombos fák (szinte kizárólag bükk) elhalt, korhadó ágain él. Augusztustól októberig terem. 

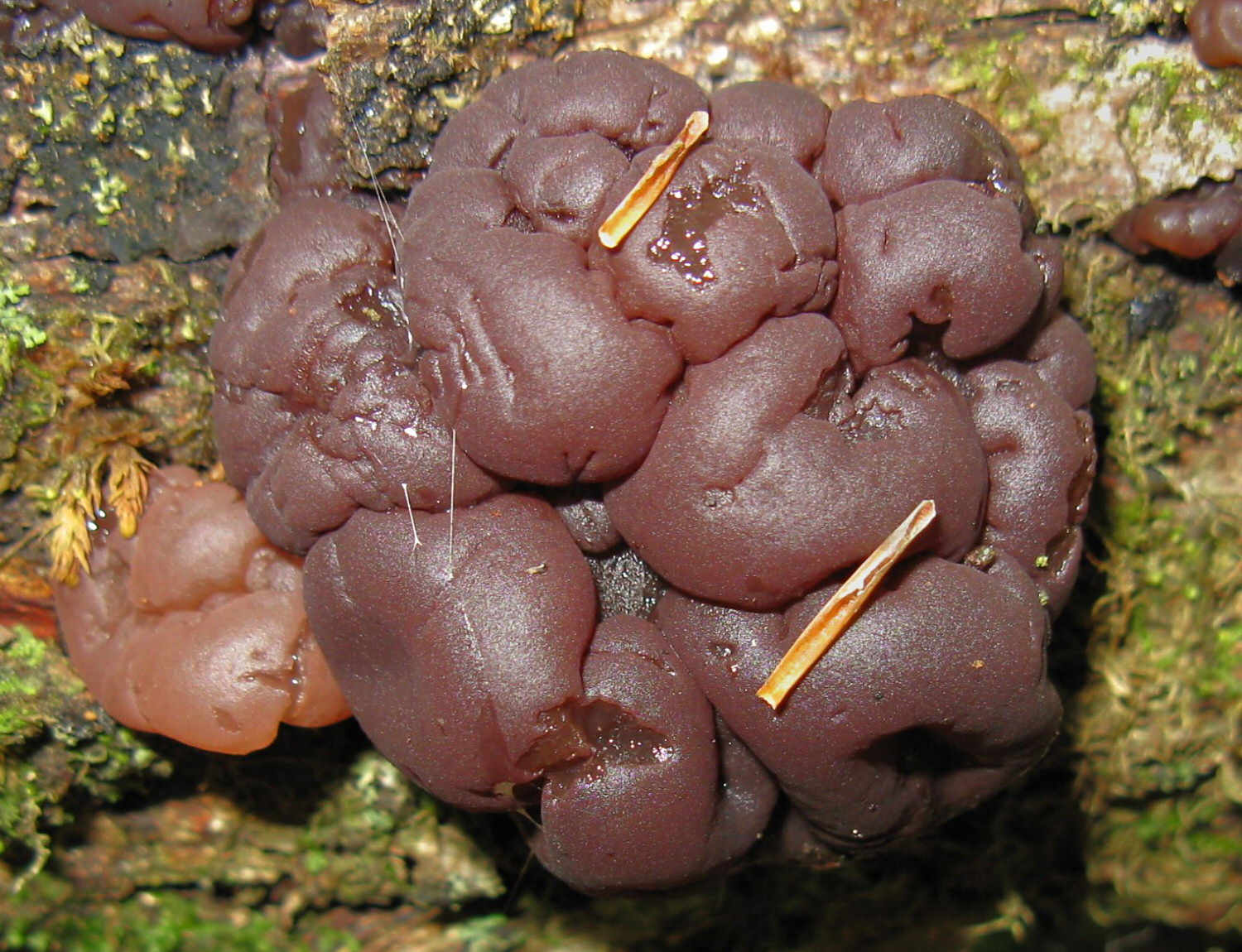
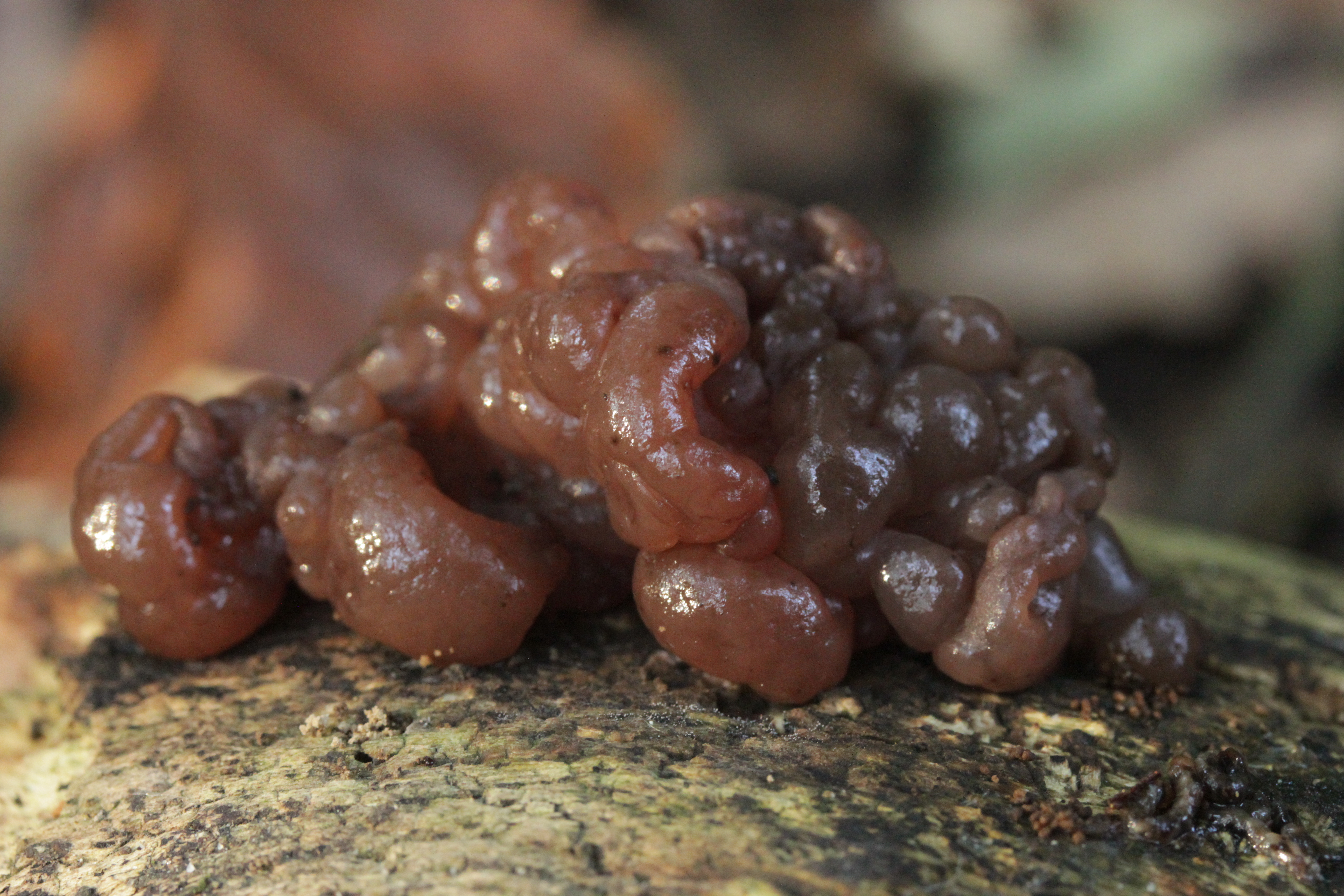
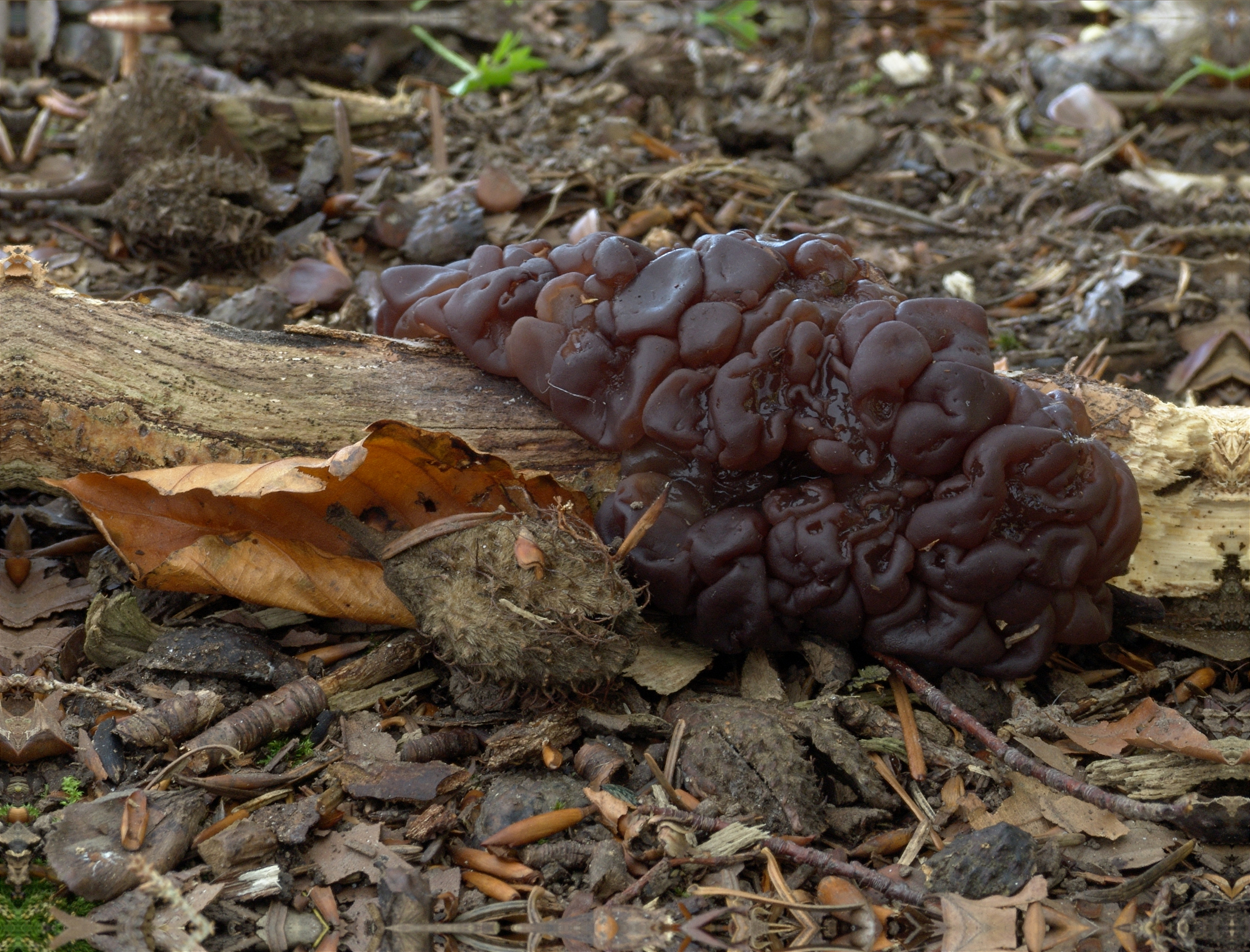
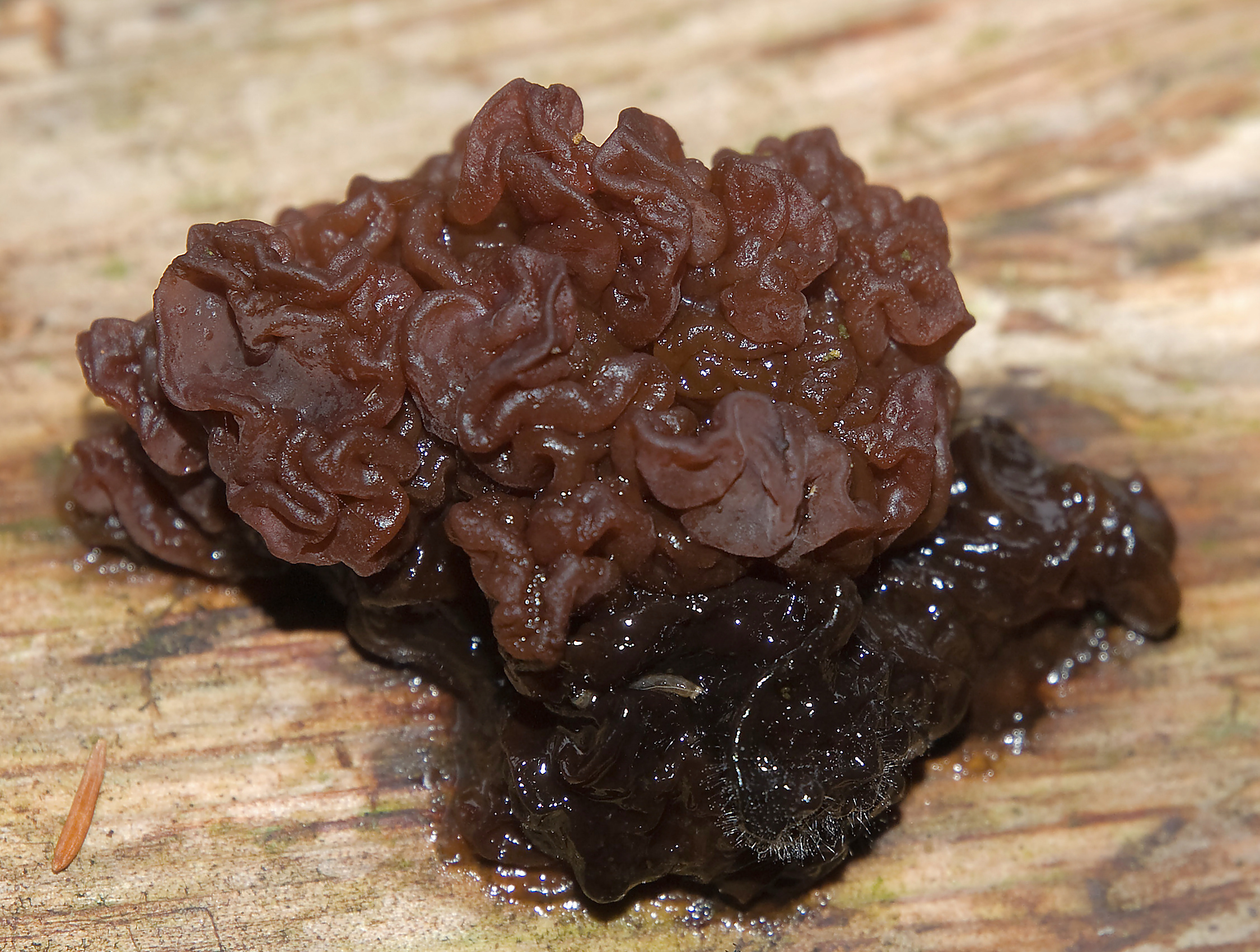
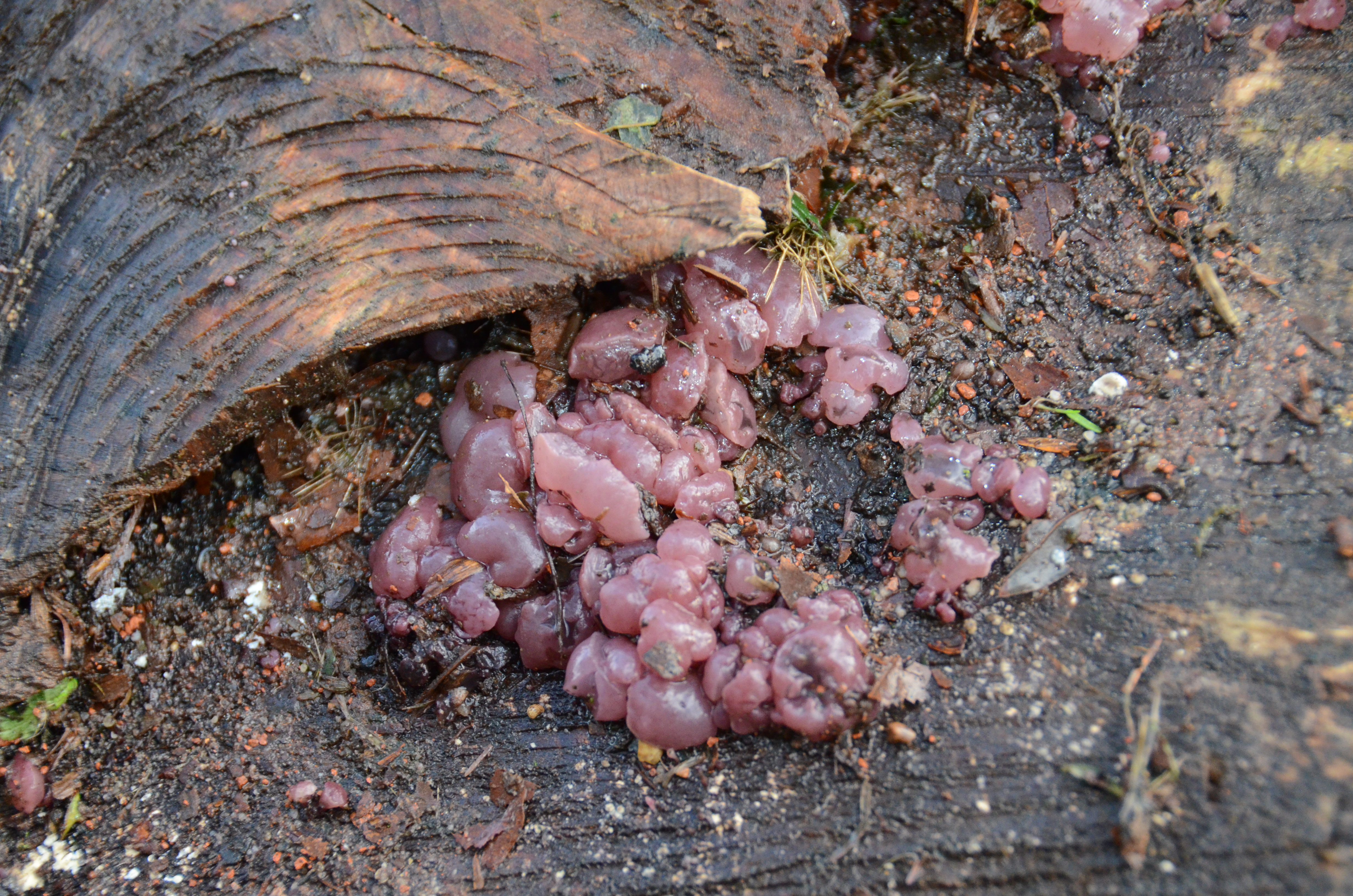

Nem ehető.